# Janez Zupančič (duhovnik)
Janez Zupančič, slovenski rimskokatoliški duhovnik, nabožni pisatelj in mecen, * 28. december 1819, Šmarje - Sap, † 21. junij 1895, Radomlje. 

## Življenje in delo
Rodil se je očetu Francu in materi Antoniji (rojena Colnerič). Zupančič je gimnazijo (1832–1838), filozofijo (1838–1840) in študij bogoslovja (1840–1844) obiskoval v Ljubljani. Leta 1843 je bil posvečen in nato bil kaplan v raznih farah, med drugim v Moravčah (1853–1861) in v Blagovici (1862–1873), od 1874 je bil župnik v Ihanu. Po upokojitvi 1878 je živel v Radomljah. Gmotno je podpiral Vincencijevo družbo in njen zavod Marijanišče v Ljubljani, zlasti z dobičkom od svojih knjig.
Navdih za pisanje je verjetno dobil že v bogoslovju, kjer so takrat poučevali teologi, takrat tudi vplivni kulturni delavci. V samozaložbi je napisal in izdal več zelo razširjenih in priljubljenih nabožnih knjig oziroma molitvenikov. Zupančičeve knjige so pisane v ljudskem jeziku, stilno preproste, zaradi mično opisanih zgledov prikupne.

## Zunnje povezave
- Smolik Marijan. »Zupančič Janez«. Slovenski biografski leksikon. Ljubljana: ZRC SAZU, 2013 – prek Slovenska biografija.